# Duane Sutter
Pour les articles homonymes, voir Sutter.
Duane Calvin Sutter (né le 16 mars 1960 à Viking, dans la province de l'Alberta au Canada) est un joueur et entraîneur professionnel canadien de hockey sur glace.

## Carrière

### Carrière de joueur
Il est choisi au 1er tour lors du repêchage de 1979 par les Islanders de New York ; il évolue alors pour les Broncos de Lethbridge de la Ligue de hockey de l'Ouest. Lors de la saison 1979-1980, il est rappelé par les Islanders à la mi-saison quand les Islanders gagnent leur première Coupe Stanley. Ils répètent cet exploit lors des trois saisons suivantes et Duane en fait partie à chaque édition.
Il continue à jouer quelques saisons à New York avant de rejoindre les Blackhawks de Chicago pour la saison 1987-1988 où un de ses frères, Darryl, est alors entraîneur adjoint. Il y termine sa carrière après trois saisons passées.

### Carrière d'entraîneur
En 1992-1993, il devient l'entraîneur-chef des Tigers de Medicine Hat mais accepte de rejoindre l'Ice d'Indianapolis pour y occuper le même poste à la fin de la saison. Il y passe 3 saisons avant de devenir entraîneur adjoint des Panthers de la Floride en 1996-1997 jusqu'à la fin de la saison 1997-1998.
Il revient plus tard avec les Panthers, cette fois à titre d'entraîneur-chef lors de la saison 2000-2001. La saison suivante, il est remplacé par Mike Keenan après une vingtaine de parties mais reste tout de même avec l'organisation comme entraîneur adjoint jusqu'en 2003.

## Statistiques
| Saison     | Équipe                | Ligue      |     | Saison régulière | Saison régulière | Saison régulière | Saison régulière | Saison régulière |    | Séries éliminatoires | Séries éliminatoires | Séries éliminatoires | Séries éliminatoires | Séries éliminatoires |
| Saison     | Équipe                | Ligue      | PJ  | B                | A                | Pts              | Pun              | PJ               | B  | A                    | Pts                  | Pun                  |                      |                      |
| 1976-1977  | Rustlers de Red Deer  | LHJA       | 60  | 9                | 26               | 35               | 76               | -                | -  | -                    | -                    | -                    |                      |                      |
| 1976-1977  | Broncos de Lethbridge | LHOu       | 1   | 0                | 1                | 1                | 2                | 8                | 0  | 1                    | 1                    | 15                   |                      |                      |
| 1977-1978  | Rustlers de Red Deer  | LHJA       | 59  | 47               | 53               | 100              | 218              | -                | -  | -                    | -                    | -                    |                      |                      |
| 1977-1978  | Broncos de Lethbridge | LHOu       | 5   | 1                | 5                | 6                | 19               | 8                | 1  | 4                    | 5                    | 10                   |                      |                      |
| 1978-1979  | Broncos de Lethbridge | LHOu       | 71  | 50               | 75               | 125              | 212              | 19               | 11 | 12                   | 23                   | 42                   |                      |                      |
| 1979-1980  | Broncos de Lethbridge | LHOu       | 21  | 18               | 16               | 34               | 74               | -                | -  | -                    | -                    | -                    |                      |                      |
| 1979-1980  | Islanders de New York | LNH        | 56  | 15               | 9                | 24               | 55               | 21               | 3  | 7                    | 10                   | 74                   |                      |                      |
| 1980-1981  | Islanders de New York | LNH        | 23  | 7                | 11               | 18               | 26               | 12               | 3  | 1                    | 4                    | 10                   |                      |                      |
| 1981-1982  | Islanders de New York | LNH        | 77  | 18               | 35               | 53               | 100              | 19               | 5  | 5                    | 10                   | 57                   |                      |                      |
| 1982-1983  | Islanders de New York | LNH        | 75  | 13               | 19               | 32               | 118              | 20               | 9  | 12                   | 21                   | 43                   |                      |                      |
| 1983-1984  | Islanders de New York | LNH        | 78  | 17               | 23               | 40               | 94               | 21               | 1  | 3                    | 4                    | 48                   |                      |                      |
| 1984-1985  | Islanders de New York | LNH        | 78  | 17               | 24               | 41               | 174              | 10               | 0  | 2                    | 2                    | 47                   |                      |                      |
| 1985-1986  | Islanders de New York | LNH        | 80  | 20               | 33               | 53               | 157              | 3                | 0  | 0                    | 0                    | 16                   |                      |                      |
| 1986-1987  | Islanders de New York | LNH        | 80  | 14               | 17               | 31               | 169              | 14               | 1  | 0                    | 1                    | 26                   |                      |                      |
| 1987-1988  | Blackhawks de Chicago | LNH        | 37  | 7                | 9                | 16               | 70               | 5                | 0  | 0                    | 0                    | 21                   |                      |                      |
| 1988-1989  | Blackhawks de Chicago | LNH        | 75  | 7                | 9                | 16               | 214              | 16               | 3  | 1                    | 4                    | 15                   |                      |                      |
| 1989-1990  | Blackhawks de Chicago | LNH        | 72  | 4                | 14               | 18               | 156              | 20               | 1  | 1                    | 2                    | 48                   |                      |                      |
| Totaux LNH | Totaux LNH            | Totaux LNH | 731 | 139              | 203              | 342              | 1 333            | 161              | 26 | 32                   | 58                   | 405                  |                      |                      |

## Trophées et honneurs personnels
- 1980, 1981, 1982 et 1983 : remporte la Coupe Stanley avec les Islanders de New York.

## Transactions
- 9 septembre 1987 : échangé aux Blackhawks de Chicago par les Islanders de New York en retour d'un choix de 2e tour (Wayne Doucet) lors du repêchage d'entrée dans la LNH en 1988.

## Parenté dans le sport
Il fait partie de la famille Sutter qui comprend ses frères Brent, Brian, Darryl, Rich et Ron ainsi que ses neveux Brandon, Brett et Shaun, tous joueurs ou entraîneurs.